# Teoria sociológica
A expressão teoria sociológica se refere tanto aos modelos de explicação causal dos fenômenos sociais quanto à subdisciplina da Sociologia dedicada ao estudo da estrutura conceitual e da história das teorias sociológicas.

## Paradigmas
Existem múltiplas teorias sociológicas concorrentes, em constante polêmica entre si. Muitos especialistas em teoria sociológica dividem elas em tipologias com grandes dicotomias: positivismo e antipositivismo, coletivismo e individualismo, estática e dinâmica, determinismo e compreensão, estrutura e agência, microssociologia e macrossociologia. Alguns afirmam que é necessário que o sociólogo escolha um dos dois polos da antítese, e destes alguns afirmam que possuem o critério para decidir qual é a melhor. Outros autores perseguem um projeto de síntese teórica das dualidades conceituais da sociologia.
Um caso especial é o marxismo, que já recebeu diversas interpretações radicalmente opostas, como o marxismo ortodoxo, o marxismo revisionista, o marxismo historicista e o estrutural marxismo, além de influenciar a sociologia crítica ou teoria crítica.

## Evolução
A teoria sociológica surge junto com a sociologia, e os sociólogos divergem à respeito da história da disciplina. Alguns vêem no Iluminismo do século XVIII o início da ciência social, com autores como Giambatista Vico, Montesquieu, Jean-Jacques Rousseau e Adam Smith. Outros (provavelmente a maioria) veem em Augusto Comte e Karl Marx os fundadores da disciplina, e consideram os iluministas apenas como precursores.
Depois do Iluminismo do século XVIII, veio a sociologia clássica do século XIX, com Augusto Comte, Herbert Spencer, Karl Marx e Friedrich Engels, e início do século XX, com Émile Durkheim, Vilfredo Pareto, Georg Simmel e Max Weber. A sociologia clássica é considerada o marco de fundação da sociologia como ciência e de construção dos paradigmas básicos que até hoje orientam as pesquisas em sociologia e antropologia, constituindo uma influência perene sobre o trabalho de todos os sociólogos posteriores, tanto na Europa quanto em outras regiões do mundo, como Estados Unidos, Rússia e América Latina.
O desenvolvimento da sociologia da Europa Ocidental foi bloqueado pelas Guerras Mundiais pelas ditaduras fascistas e stalinistas. Muitos dos sucessores de Durkheim e Weber se exilaram nos Estados Unidos, dando um grande impulso à sociologia e antropologia dentro das universidades norte-americanas. Entre estes sociólogos estavam Paul Lazarsfeld, Karl Mannheim, Alfred Schutz, Claude Lévi-Strauss, Theodor W. Adorno, Max Horkheimer, Herbert Marcuse, Franz Neumann, etc.
Após o fim da II Guerra Mundial, a sociologia voltou a se desenvolver na Europa Ocidental, ao mesmo tempo em que também se consolidava em outras partes do mundo, o que contribuiu para uma relativa descentralização da produção científica em sociologia e outras ciências sociais. Neste período surgem várias escolas rivais na Europa Ocidental e Estados Unidos, como o estruturalismo, o funcionalismo, a sociologia fenomenológica, o interacionismo simbólico, a sociologia histórica, a sociologia hermenêutica, a Escola de Frankfurt, etc. Por outro lado, nos países da América Latina vários sociólogos desenvolveram teorias sobre o colonialismo, o subdesenvolvimento, o pós-colonialismo e o autoritarismo.

## Evolução das teorias sociológicas no Brasil
As interpretações sociológicas da realidade brasileira começam já no início do século XX, sob influência do positivismo e do evolucionismo europeus, nas obras de Silvio Romero, Euclides da Cunha e Oliveira Viana. Essa sociologia positivista não era combinada com teorias racistas, como o darwinismo social.
A partir dos anos 1930, a publicação dos ensaios de Gilberto Freyre, Caio Prado Júnior e Sérgio Buarque de Holanda e a fundação da USP desafiam o predomínio do positivismo, tanto pela importação de paradigmas da sociologia clássica europeia quanto pela produção de análises sociológicas e históricas originais sobre o Brasil. Nas décadas de 1940 a 1960, o debate sociológico brasileiro se desenvolveu, com a criação do Iseb e da Cepal as obras de Florestan Fernandes, Darcy Ribeiro, Raymundo Faoro, Celso Furtado, Alberto Guerreiro Ramos, Nelson Werneck Sodré, Hélio Jaguaribe e Antonio Cândido. Os principais temas do debate são a estrutura e origem da colonização portuguesa e do escravismo, o sistema de plantation, as relações étnico-raciais e a miscigenação, a evolução do sistema político-jurídico, a organização familiar, o subdesenvolvimento, a literatura brasileira e a composição da elite política brasileira.
A ditadura militar instaurada pelo golpe de 1° de abril de 1964 levou à cassação, demissão, prisão e exílio de inúmeros cientistas sociais brasileiros por motivos políticos. Exilados no exterior ou clandestinos no seu próprio país, vários cientistas sociais continuaram a se envolver em debates e pesquisas sobre vários temas, entre os quais a teoria da dependência, a industrialização por substituição de importações, o populismo, o autoritarismo, o imperialismo e a modernização conservadora. Entre os autores, Ruy Mauro Marini, Fernando Henrique Cardoso, Paul Singer, Wanderley Guilherme dos Santos e Moniz Bandeira. A partir de 1985 o fim da ditadura trouxe novo fôlego para a sociologia acadêmica, levando à diversificação de temáticas e de paradigmas teóricos de múltiplas procedências.
A sociologia brasileira se fundamenta na teoria sociológica clássica da Europa, a partir da qual conseguiu desenvolver uma tradição original de reflexão teórico-social sobre a realidade brasileira e latino-americana.